# Portugal Digital Songs
Portugal Digital Songs fue una lista publicada por la revista Billboard. La lista incluía las estadísticas de ventas de sencillos y canciones que son populares en Portugal. Los datos estaban basados en las cifras de ventas que se compilan por Nielsen SoundScan Portugal.
En la primera edición que se publicará en línea, nueve semanas después de la creación de la lista, la primera canción para llegar al cima fue «Boa Sorte (Good Luck)», de Vanessa da Mata con la participación de Ben Harper, el 3 de noviembre de 2007.
En julio de 2021, la lista ya no estaba disponible.